# 八木助市
八木 助市 （やぎ すけいち、1893年 <明治26年> 6月24日 - 1974年 <昭和49年> 11月3日）は、日本の社会政策学者。神戸大学名誉教授。

## 人物・経歴
広島県出身。1911年広島商業学校卒業。1917年東京高等商業学校（現一橋大学）専攻部貿易科卒業。福田徳三門下。1919年神戸高等商業学校教授。3年ほど勤めたのち、ドイツ留学し、ベルリン大学（1学期間研究生）やベルリン高等商業学校（de:Handelshochschule Berlin）で学んだ。
1929年神戸商業大学助教授。1930年神戸商業大学教授。1950年神戸大学学生部長。1954年神戸大学評議員。1957年に退官後、神戸大学名誉教授、福岡大学教授。1961年神戸大学経済学博士。神戸市従業員組合委員長、神戸合同労組書記長、兵庫県総評幹事、兵庫県地方労働委員会公益委員なども務めた。1969年勲二等瑞宝章受章。1974年叙従三位。ヨハン・ロードベルトゥスを先駆的に研究し、指導学生に山嵜義三郎など。